# Xã St. Charles, Quận Cuming, Nebraska
Xã St. Charles (tiếng Anh: St. Charles Township) là một xã thuộc quận Cuming, tiểu bang Nebraska, Hoa Kỳ. Năm 2010, dân số của xã này là 204 người.